# Asiru Phat'jata
De Asiru Phat'jata is een berg in Peru. De berg heeft een hoogte van 3.895 meter en maakt deel uit van het Andesgebergte.